# 茂名县
茂名县是中国旧县名。在今广东省茂名市境。
隋灭南陈，地入隋，属高凉郡。唐朝时属高州，贞观元年（627年）属潘州，又属南潘郡，为下县。明清时属高州府，茂名县为府治所在。故以高州府城为县城。清朝考评：繁难。
1940年代，为第十三专员公署驻地。1949年10月，粤桂剿总司令喻英奇率部退守此地。10月下旬，中国人民解放军第二野战军四兵团的第十三、十四、十五军从广州向沿海包抄白崇禧所辖的国军第三兵团。10月31日，喻英奇率部同第十三区专员吴斌、茂名县长缪任仁出逃。11月2日，中国人民解放军第十三军先头部队进入县城，后举行入城仪式。时龙思云任中共茂名县委书记，梁昌东任县长。
1958年，析置茂名市（县级），剩余县域与信宜县，合并为茂信县。后又拆分，为高州县。